# Колькечака
Колькечака (ісп. Colquechaca) — високогірне містечко у болівійських Андах (плато Альтіплано), адміністративний центр провінції Чаянта у департаменті Потосі. Є найвищим відносно рівня моря населеним пунктом в Болівії та одним із найвищих у світі. 

## Клімат
Селище знаходиться у зоні, котра характеризується кліматом тропічних степів. Найтепліший місяць — листопад із середньою температурою 12.2 °C (54 °F). Найхолодніший місяць — липень, із середньою температурою 6.3 °С (43.3 °F).
| Клімат Колькечаки       | Клімат Колькечаки | Клімат Колькечаки | Клімат Колькечаки | Клімат Колькечаки | Клімат Колькечаки | Клімат Колькечаки | Клімат Колькечаки | Клімат Колькечаки | Клімат Колькечаки | Клімат Колькечаки | Клімат Колькечаки | Клімат Колькечаки | Клімат Колькечаки |
| Показник                | Січ.              | Лют.              | Бер.              | Квіт.             | Трав.             | Черв.             | Лип.              | Серп.             | Вер.              | Жовт.             | Лист.             | Груд.             | Рік               |
| Середня температура, °C | 12                | 11,8              | 11,7              | 10,7              | 8,3               | 6,5               | 6,3               | 7,7               | 9,4               | 11,3              | 12,2              | 12,1              | 10                |
| Норма опадів, мм        | 101.4             | 93.1              | 70.4              | 18.1              | 3.6               | 0.9               | 0.9               | 3.6               | 12.9              | 16.9              | 36.4              | 82.4              | 440.6             |
| Днів з опадами          | 16,2              | 14,3              | 11,6              | 4,8               | 1                 | 0,5               | 0,5               | 1,8               | 3,6               | 5,5               | 7,5               | 13,3              | 80,6              |
| Вологість повітря, %    | 63.4              | 65.2              | 63.9              | 54.8              | 43.4              | 40.8              | 40.8              | 42.1              | 44.4              | 48.6              | 55.4              | 60.7              | 52                |
| ----------------------- | ----------------- | ----------------- | ----------------- | ----------------- | ----------------- | ----------------- | ----------------- | ----------------- | ----------------- | ----------------- | ----------------- | ----------------- | ----------------- |
| Джерело: Weatherbase    |                   |                   |                   |                   |                   |                   |                   |                   |                   |                   |                   |                   |                   |